# Provincia del Sumapaz
La Provincia del Sumapaz es una de las quince provincias del departamento de Cundinamarca (Colombia). Está ubicada al suroccidente del Distrito Capital.
Está integrada por diez municipios. Su capital y principal centro económico es Fusagasugá. Los otros municipios que la integran son: 
Silvania, 
Tibacuy,
Pasca, 
Arbeláez, 
Pandi, 
San Bernardo, 
Venecia, 
Cabrera, 
Granada.
La provincia fue creada por Decreto Nacional 489 del 7 de noviembre de 1895, a su vez ratificada por Ley 162 de 1896.
Además de los diez municipios de Cundinamarca, circunscribe también el sur del territorio del Distrito Capital, San Juan, y por el nororiente del departamento del Tolima incluye a Icononzo, Villa Rica, y los corregimientos de El Palmar, Nuevo Mundo, Alpes, El Roble, Mercadilla, Núñez, La Colonia, La Pradera, El Duda y otros. Como zona de influencia llega hasta Usme en límites con Bogotá, y hasta El Pato y La Uribe en el departamento del Meta.

## Geografía

### Localización geográfica
Coordenadas UTM: 895.000 y 995.000 N y 925.000 y 1.000.000 E.

### Límites
- Norte: Parte media y baja de la cuenca del río Bogotá.
- Oriente: parque nacional natural Sumapaz.
- Sur: Departamento del Huila.
- Occidente: Departamento del Tolima.

### Extensión territorial
Alrededor de 1670 kilómetros cuadrados.

### Hidrografía
El río principal de esta cuenca es el río Sumapaz, con una longitud de 120 km, y recibe drenajes de las subcuencas de los ríos Panches, San Juan, El Pilar, río Subia, río Chocho y el río Paguey. Aporta 41,3 m³/s en cercanías del sitio conocido como el Boquerón, entre los límites del departamento de Cundinamarca y Tolima.

### Orografía
Se caracteriza por tener un relieve muy variado, el cual incluye planicies como las que se presentan en los municipios de Pasca, Arbeláez y San Bernardo; la topografía está caracterizada por desfiladeros y encumbradas montañas que de vez en cuando se suavizan apareciendo pequeñas mesetas onduladas, como ocurre en los municipios de Cabrera, Venecia, San Bernardo, Arbeláez, Pasca, Fusagasugá y Silvania. Altos cerros andinos, mesetas onduladas y pequeños valles interandinos en los municipios de Venecia, Pandi, Arbeláez, Fusagasugá y Silvania; valles aluviales, lomeríos y laderas, desde suavemente inclinadas hasta fuertemente quebradas como en los municipios de Cabrera, Venecia, Pandi, Arbeláez, Fusagasugá, Tibacuy y Silvania; zonas planas y onduladas en Pandi, Arbeláez y Tibacuy.

### Geología
Geológicamente, la cuenca del río Sumapaz está compuesta por rocas sedimentarias de edad cretácea, como las formaciones que integran el Grupo Guadalupe y la Formación Conejo; de edad terciaria, como la Formación Guaduas (Tkg) y la Formación Fusa; y por depósitos cuaternarios coluviales (Qc) y aluviales (Qa).
Geomorfológicamente, sobresalen por su litología las formaciones cretáceas, compuestas primordialmente por intercalaciones de areniscas silíceas, liditas, lutitas y limolitas, las cuales generan geoformas abruptas y topografías de alta pendiente. Estas se localizan geográficamente en la parte norte y noroeste de la cuenca. Sin embargo, predomina el relieve ondulado y plano, producto de estructuras geológicas como el Sinclinal de Cabrera y de la baja competencia de los materiales que conforman los sedimentos terciarios y cuaternarios. Por su extensión, destacan las formaciones Guaduas y Fusa, y por su topografía plana, el depósito aluvial en terraza que conforma la Meseta de Fusagasugá.

### Suelos
En la planicie de inundación del Sumapaz, predominan los suelos moderadamente profundos a muy superficiales, con drenaje moderado a pobre, y con reacciones de ligeramente ácidos a casi neutros.
En los alrededores de Arbeláez, Tibacuy y el sur de Fusagasugá, predominan los suelos con texturas franco arcillosas y de bien a excesivamente drenados, con reacciones de ligeramente ácida a ácida. Los contenidos de carbón orgánico son normales, mientras que los de fósforo son pobres.
En las zonas altas (Páramo de Sumapaz), los suelos son desarrollados a partir de arcillas y cenizas volcánicas, moderadamente profundos, de reacción muy ácida, pobres en bases totales, muy altos contenidos de carbón orgánico, pobres en fósforo y con muy altas saturaciones de aluminio.

### Aspectos bióticos
La fauna y flora de la cuenca del río Sumapaz presenta una amplia biodiversidad por la variedad de climas, la cual está más o menos conservada por la existencia de áreas boscosas.
Estructuralmente, se presentan fallas compresionales que ponen en contacto las formaciones terciarias con las cretáceas; éstas, al igual que los Sinclinales y Anticlinales, guardan la dirección Noreste.

## Población
De 1995 a 2005
1995:	195.607 hab.
1996:	200.642 hab.
1997:	205.772 hab.
1998:	211.008 hab.
1999:	216.244 hab.
2000:	221.442 hab.
2001:	226.606 hab.
2002:	231.718 hab.
2003:	236.760 hab.
2004:	241.647 hab.
2005:	246.184 hab.
Fuente: DANE 1998. Proyecciones municipales.

## Zonas y clima
Es una pequeña cuenca pero se encuentran en ella todos los climas.
Parte alta de la zona oriental: bosque muy húmedo montano (bmh-M), localizándose por encima de los 3000 m s. n. m., con registros de precipitaciones entre 1000 y 2000 mm/año y temperaturas que oscilan entre 6 y 12 °C.
Parte central: pertenece a la zona de bosque muy húmedo montano bajo (bmh-MB), con precipitaciones superiores a los 2000 mm/año y temperaturas que varían entre los 12 y 18 °C.
Parte baja: se registran precipitaciones inferiores 1000 mm/año, con una temperatura superior a los 24 °C, caracterizándose la zona como bosque seco tropical (bs-T).
La provincia de Sumapaz alberga el páramo más grande del mundo, que tiene su mismo nombre, Páramo de Sumapaz. A pesar de ser un área de protección ambiental, tiene una elevada explotación y expansión de las fronteras agrícolas, lo que genera un acelerado deterioro del medio ambiente.

## Aspectos políticos e ideológicos de la región
Su colonización espontánea por campesinos que huían de otras tensiones propias de las regiones de procedencia y ante la precaria presencia del Estado, termina constituyéndose en el más propicio sitio para las soluciones violentas.
Con los conflictos de finales del siglo XIX y principios del siglo XX, consecuencia de las luchas de los colonos contra hacendados en torno a la propiedad de la tierra, surgen movimientos agraristas por fuera de los partidos tradicionales, que exigían la propiedad de la tierra a través de la colonización, alegándose la ilegalidad de las titulaciones; ante esto, la reacción de los hacendados fue recurrir a la fuerza, contando con la colaboración de las autoridades locales; sumado a esto, llegaron al territorio individuos armados, consecuencia de la violencia (1946-1957) especialmente en los años 1953 a 1957.
La presencia de Jorge Eliécer Gaitán con su partido en formación UNIR en la región, respaldando las reivindicaciones de la clase campesina, y su posterior asesinato el 9 de abril de 1948 (El Bogotazo), agrava el enfrentamiento bipartidista, agudizando la inconformidad y la desconfianza hacia el gobierno, presentando una ruptura a los intentos de cohesión; con los conflictos posteriores a las rendiciones de la guerrilla liberal y los sistemáticos asesinatos de los reinsertados, surge y se fortalece la presencia de organizaciones del Partido Comunista Colombiano, que son reprimidas militarmente por el gobierno de Gustavo Rojas Pinilla.
Las diferentes etapas del conflicto que se inician aproximadamente en 1870, se caracterizan inicialmente por la lucha entre colonos y hacendados, posteriormente entre latifundistas, arrendatarios y colonos, luego, en la década de 1950, se trata de conservatizar la zona por medios violentos por parte de las fuerzas policiales, y después, en la etapa del Frente Nacional, se neutraliza en parte el conflicto con negociación a través de la reforma agraria del INCORA, pero también con represión, macartizando la zona, aparentemente controlada por la guerrilla, iniciando una nueva etapa del conflicto en la que la represión oficial radicaliza a dirigentes agrarios y a antiguos guerrilleros liberales en contra de las instituciones oficiales, conformando grupos armados de autodefensa con una gran influencia de la ideología comunista, situación que se agudiza, convirtiéndose en la génesis de la guerrilla comunista.

## Galería fotográfica

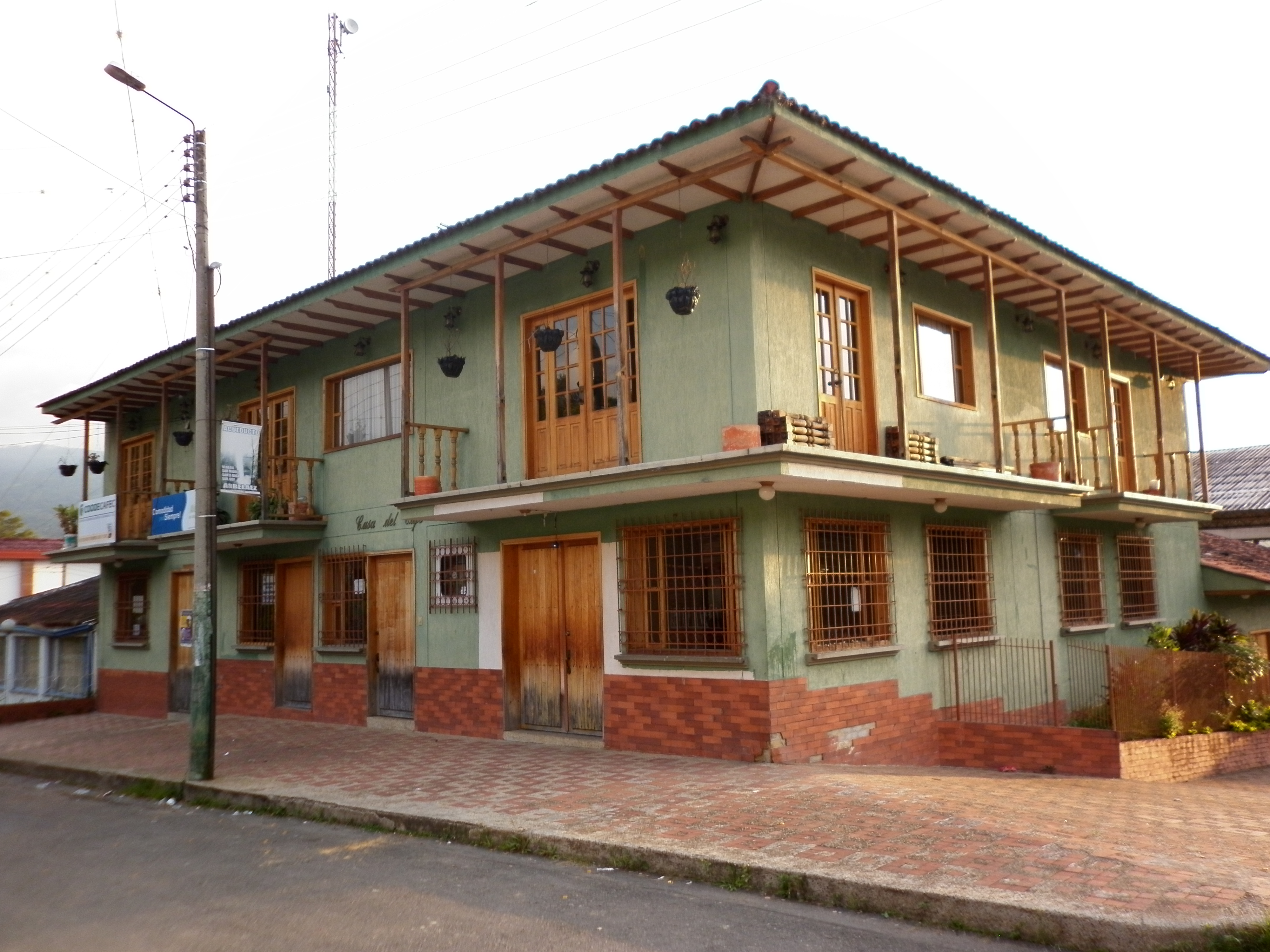
Casa del Café en Arbeláez.
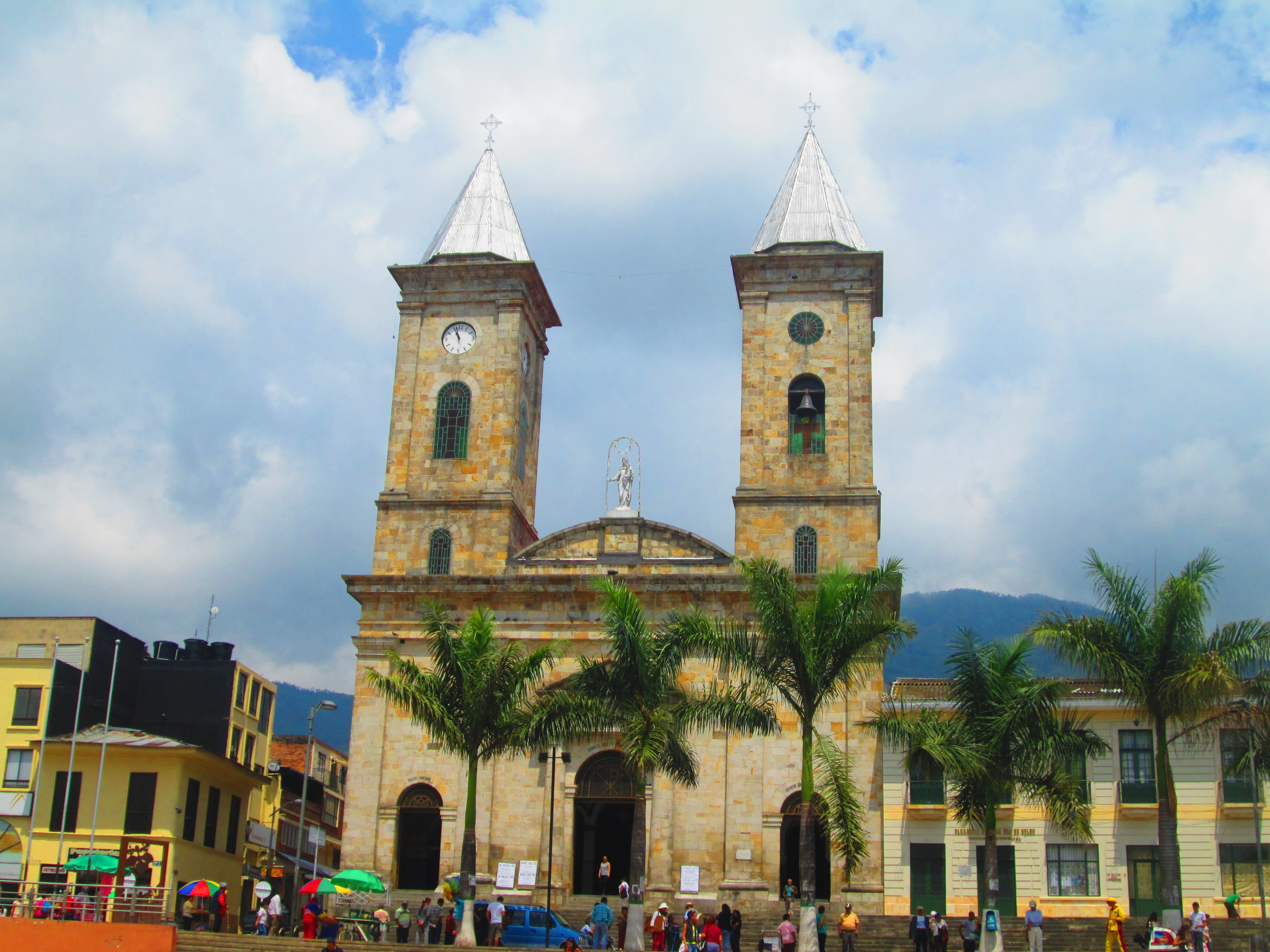
Catedral de Nuestra Señora de Belén de Fusagasugá.
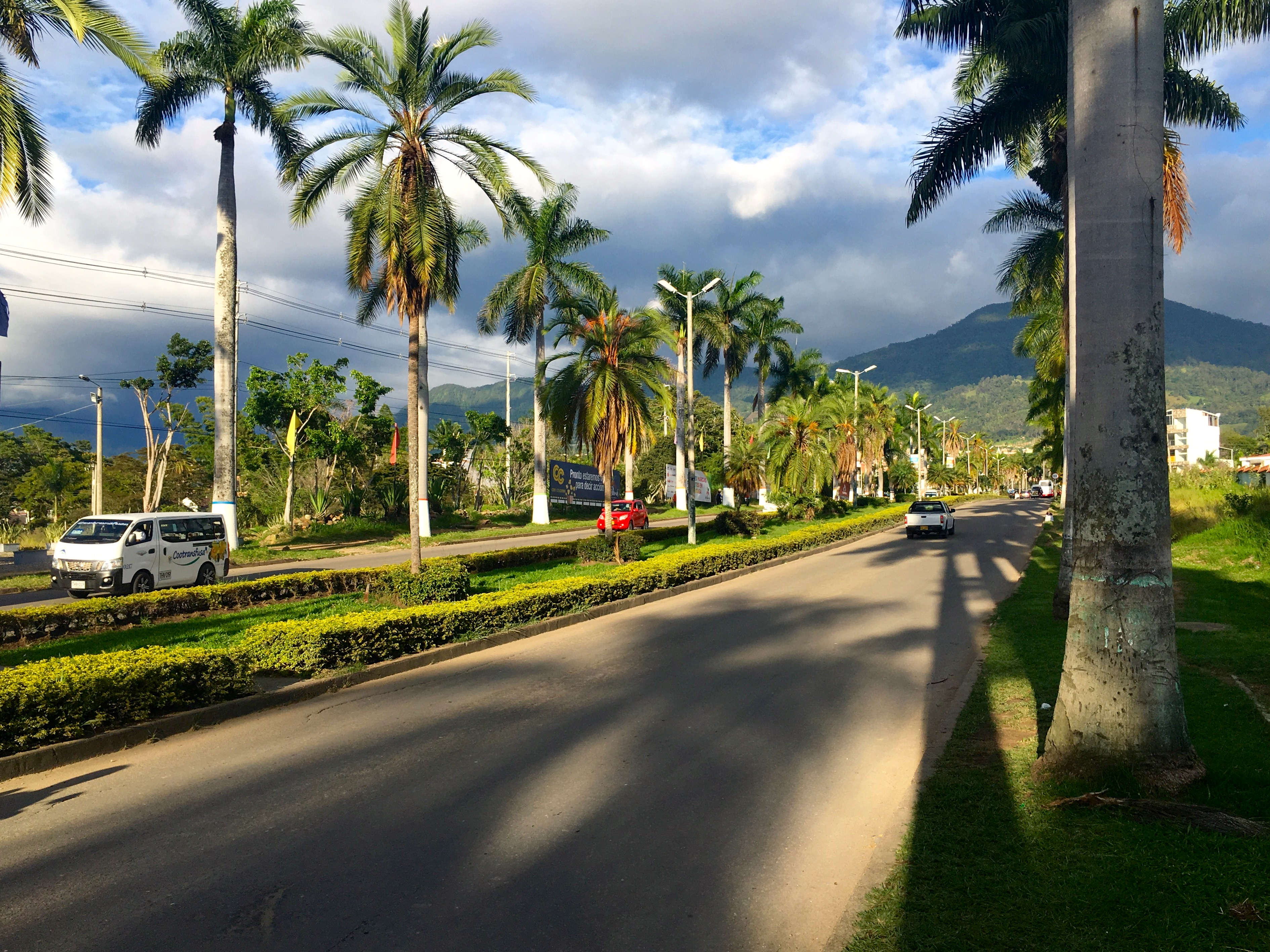
Avenida Las Palmas de Fusagasugá.
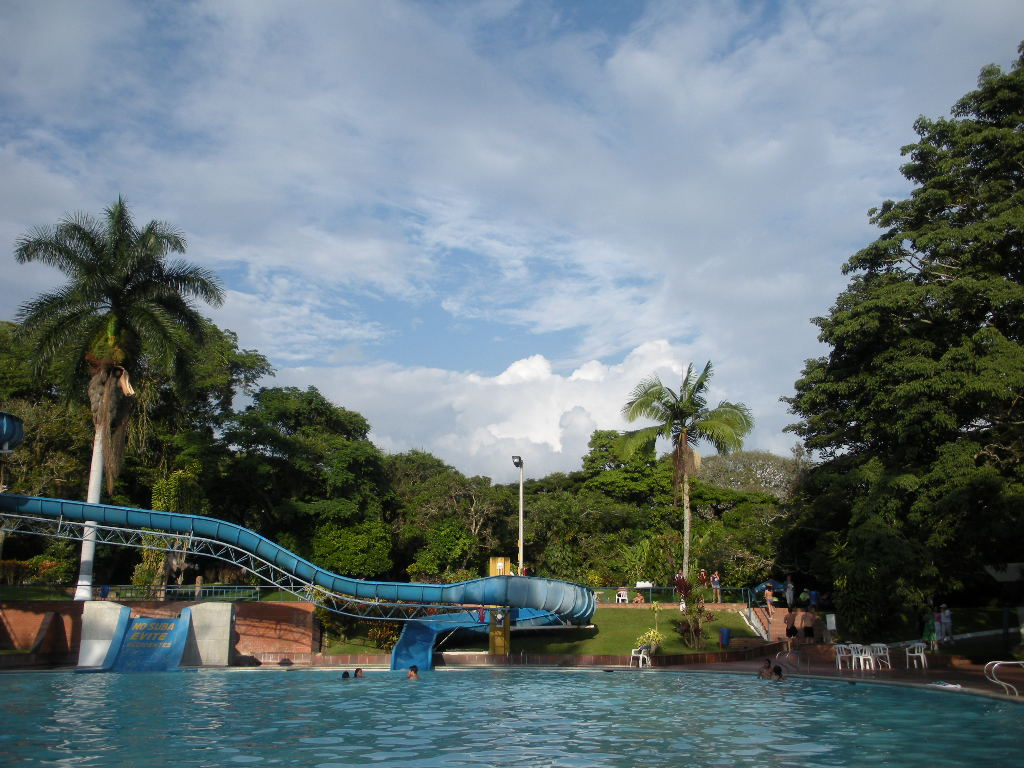
Club El Bosque de Silvania.
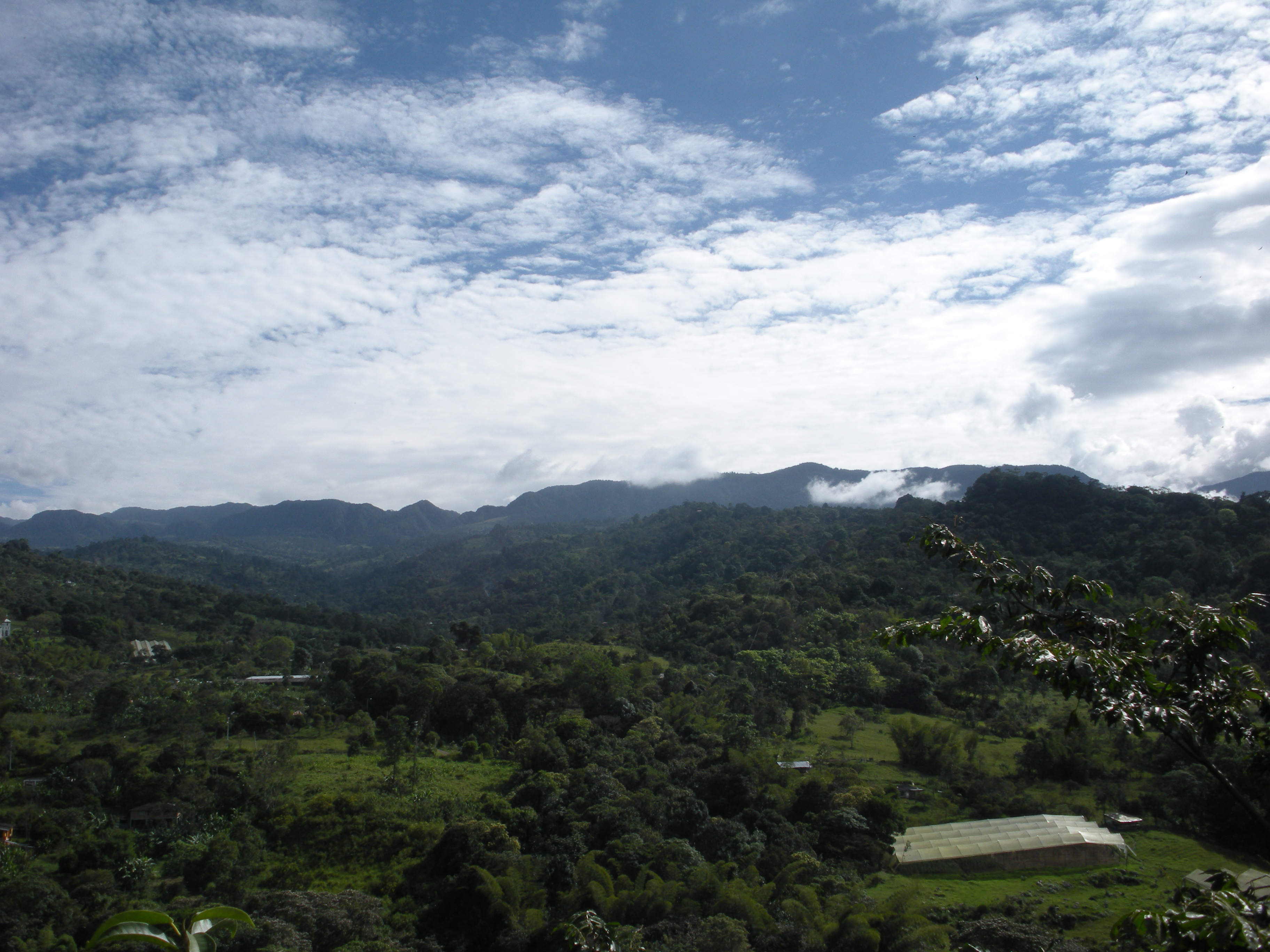
Sector rural de Silvania.
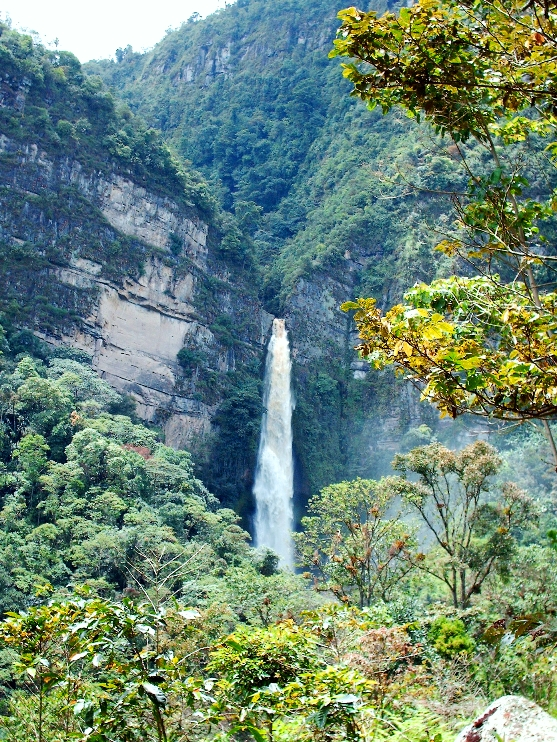
Salto de La Chorrera en Venecia.